# Ucai nascimentoi
Ucai nascimentoi là một loài bọ cánh cứng trong họ Cerambycidae.